# العثامن
العثامن أو عثامين هو جبل، وموقع تاريخي، في ناحية الشبكة في قضاء النجف بمحافظة النجف بالبادية العراقية، غرب جمهورية العراق، كان بركةً ومنهلاً في طريق الحج الكوفي درب زبيدة بين العقبة وواقصة.
قال الويس موسيل تدويناً لرحلته سنة 1915 م في كتابه (شمال نجد) "وسهل البسيطة مستوٍ تماماً ومغطى بصوان ذي لون بني غامق. وفي الساعة 8:50 أصبحت بركة الحمدي إلى الشرق منا على طريق الحج. وإلى الشمال الشرقي من هذه البركة أطلعني الشيخ زبيري على كومة من الأحجار كانت تدل على موقع بئر الجل، وإلى الجنوب الشرقي منها كان هناك نصب آخر يؤدي إلى بئر الشبرم، وبدا للعيان بُعيد الساعة التاسعة ظهر، أمامنا عدد من الهضاب الصغيرة مسطّحة القمم يبلغ ارتفاعها حوالي عشرة أمتار، تُعرف باسم العثامين. وهذه الهضاب بقايا طبقة عليا صمدت أمام عوامل التعرية. وبدَت للعيان إلى الشمال الغربي قويرات الخويمات وهي تلال بيضاء متشابهة مرقطة بلون أسود وبعد الساعة الحادية عشرة نزلنا ببطء إلى الشمال وعند الساعة 11:40 أصبحت هضاب العثامين إلى يميننا، ولم تكن هذه الهضاب من الصخر الصلد بل كانت كومات كبيرة من الجير الممزوج بالصوان".

## وصلات خارجية
- موقع العثامن في الخارطة العراقية اللوجستية العامة (Al Athamin) Iraq:General Logistics Planning Map 2015